# Pteroplatus rostainei
Pteroplatus rostainei là một loài bọ cánh cứng trong họ Cerambycidae.